# OMC (glasbena skupina)
OMC ali Otara Millionaires Club je bila dvočlanska glasbena skupina iz Aucklanda, Nova Zelandija. OMC se je širši glasbeni javnosti predstavila leta 1996 z mednarodno uspešnico »How Bizarre,« ki še danes velja za enega največjih dosežkov novozelandske glasbe. Polno ime skupine Otara Millionaires Club (Klub milijonarjev Otara) je sicer referenca na status Otare, ki je eno najrevnejših predmestij Aucklanda.

## Zgodovina

### Začetki (1993-1995)
Skupino Otara Millionaires Club je prvotno leta 1993 ustanovil Phil Fuemana, potem ko sta njegovi dve prejšnji skupini Houseparty in Fuemana prenehali z delovanjem. Phil je s svojim mlajšim bratom Paulyjem Fuemano posnel dve pesmi, ki sta naposled končala na albumu producenta Alana Janssona z naslovom Proud. Pauly Fuemana je želel nadaljevati z glasbenim ukvarjanjem in je zato pristopil do Janssona. Ta mu je predlagal, da naj obdrži začetnice OMC kot ime skupine, s čimer sta Fuemana in Jansson tudi uradno noge spravila skupino OMC. Čeprav je bil Fuemana tisti, ki je projektu posodil obraz, hodil po svetu in nastopal, pa sta glasbo ustvarjala oba. Fuemana je opravljal vlogo glavnega pevca in je preigral tudi nekatere instrumentalne vložke, medtem ko je Jansson sodeloval pri pisanju tekstov in produciranju albumov.

### »How Bizarre«(1995-1997)
Skupina OMC je pod okriljem založbe Simona Grigga huh! konec leta 1995 na Novi Zelandiji izdala pesem »How Bizarre.« Pesem je nemudoma pridobila status uspešnice, četudi vsaj na začetku še niti ni imela videospota. Na začetku leta 1996 je zasedla vrh novozelandske glasbene lestvice in na njem ostala tri tedne. Prodali so preko 35.000 izvodov (3x platinsta plošča), česar na Novi Zelandiji še do danes ni nihče presegel. Istega leta je pesem prišla na avstralsko glasbeno sceno in pet tednov ostala na vrhu tamkajšnje glasbene lestvice. V deželi Aboridžinov sta Fuemana in Jansson prodala preko 150.000 izvodov, kar jima je prineslo platinsto ploščo. Pesem je nato na britanski lestvici UK Singles Chart zasedla 5. mesto ter v nekaterih drugih evropskih državah in drugod po svetu nekaj časa zasedala vodilna mesta glasbenih lestvic.
Uspehu pesmi je sledil izid prvega albuma, ki je nosil enak naslov - How Bizarre. Tretja pesem z albuma, z naslovom »On the Run,« je na britanski lestvici leta 1997 zasedla 56. mesto. Leta 1997 in 1998 je pesmi »How Bizarre« uspel še preboj na ameriško lestvico Billboard's Hot 100 Airplay, na kateri se je obdržala 36 tednov in v tem času pristala najvišje na 4. mestu. Pesem ni nikoli pristala na redni Billboardovi lestvici Billboard Hot 100, ker pesem v ZDA ni izšla v komercialni obliki. Album How Bizarre, ki pa je pristal na ameriških prodajnih policah, je presegel milijon kupcev ter ob tem dobro držal še v nekaterih drugih državah. Med letoma 1995 in 2000 je skupina OMC po ocenah prodala med 3 in 4 milijoni albumov po celem svetu, pri čemer How Bizarre velja za najbolje prodajani album katerega koli novozelandskega glasbenega ustvarjalca.

### Nadaljevanje (1997-2010)
Mednarodni uspeh je skupina OMC stopnjevati z novimi pesmimi, ki pa se niso tako izkazale. Pesem »Land of Plenty« je na novozelandski lestvici zasedla 5. mesto, »Right On« je na Novi Zelandiji dosegla platinasto ploščo, medtem ko je »On the Run« obveljala za manjšo mednarodno uspešnico, saj je bila posebej priljubljena na Nizozemskem in v Združenem kraljestvu. Leta 1998 sta se nato Fuemana in Jansson sprla glede avtorskih pravic. Spor je dosegel sodni epilog in po poravnavi je bilo določeno, da sme Fuemana še naprej uporabljati ime OMC, četudi kot solo ustvarjalec.
Leta 2002 so pesem »How Bizarre« uvrstili na 71. mesto lestvice 100 največjih enkratnih glasbenih čudežev, izbor je vodil William Shatner.

### Po razpadu (2010-trenutno)
Leta 2007 je OMC za kratek čas spet opozorila nase s pesmijo »4 All of Us,« pri kateri je sodelovala tudi Lucy Lawless. 31. januarja 2010 je v aucklandski bolnišnici North Shore Hospital Pauly Fuemana umrl za redko obliko nevropatije. Star je bil 40 let.

## Diskografija in uvrstitve na glasbenih lestvicah

### Studijski albumi
| Naslov      | Podrobnosti                                                          | Najvišje uvrstitve | Najvišje uvrstitve | Najvišje uvrstitve | Certifikati  |
| Naslov      | Podrobnosti                                                          | Nova Zelandija     | Švica              | ZDA                | Certifikati  |
| ----------- | -------------------------------------------------------------------- | ------------------ | ------------------ | ------------------ | ------------ |
| How Bizarre | - Datum izida: 1996 - Založba: Mercury Records - Formati: CD, kaseta | 5                  | 35                 | 40                 | - ZDA: zlata |

### Pesmi
- »How Bizarre« (1995) #1 Nova Zelandija, #1 Avstralija, #1 Kanada, #1 Irska, #1 Avstrija, #4 Švedska, #4 Švica, #5 Združeno kraljestvo, #11 Nizozemska, #11 Norveška, #16 Francija; 3x platinasta plošča (Nova Zelandija), platinasta plošča (Avstralija)
- »Land Of Plenty« (1996) #4 Nova Zelandija
- »Right On« (1996) #11 NZL; platinasta (Nova Zelandija)
- »On The Run« (1997) #30 Nova Zelandija, #56 Združeno kraljestvo, #98 Nizozemska[8]
- »4 All of Us« (z Lucy Lawless) (2007)[9] (se ni uvrstila na lestvice)[10]